# Selčianský diel
Selčianský diel (935 m) – szczyt w Starohorskich Wierchach na Słowacji. Wznosi się w ich południowo-zachodniej części nad Bańską Bystrzycą. Znajduje się w grzbiecie, który odgałęzia się od bezimiennego wierzchołka 1007 m w głównym grzbiecie Starohorskich Wierchów i poprzez Selčianský diel i Kajchiar opada w kierunku południowo-wschodnim do Doliny Górnego Hronu pomiędzy miejscowościami Selce i Nemce. Grzbiet ten oddziela dwie doliny: Nemčianska dolina po zachodniej stronie i Selčianská dolina po wschodniej stronie. W południowe stoki Selčianskiego diela wcina się ponadto dolina Lukačovskiego potoku (Lukačovský potok oraz dolinka potoku będącego dopływem Nemčianskiego potoku.
Na Selčianskim dielu znajdują się ogromne pasterskie hale, obecnie częściowo zarastające drzewami. Dzięki odkrytym, trawiastym terenom Selčianský diel jest dobrym punktem widokowym. W dolnej części jego wschodnich zboczy znajduje się ośrodek narciarski Čachovo.
Selčianský diel znajduje się w otulinie Parku Narodowego Niżne Tatry.

## Turystyka
Przez szczyt przechodzi jeden szlak turystyczny.
  Selce – Čachovo – Selčianský diel – Šachtička. Odległość 7,8 km, suma podejść 675 m, suma zejść 130 m, czas przejścia 2:45 h, z powrotem 2:15 h.